# Plumigorgia terminosclera
Plumigorgia terminosclera is een zachte koraalsoort uit de familie Ifalukellidae. De koraalsoort komt uit het geslacht Plumigorgia. Plumigorgia terminosclera werd in 1986 voor het eerst wetenschappelijk beschreven door Alderslade. 